# (16482) 1990 QK8
A (16482) 1990 QK8 a Naprendszer kisbolygóövében található aszteroida. Eric Walter Elst fedezte fel 1990. augusztus 16-án.